# Kantonská Wikipedie
Kantonská Wikipedie je jazyková verze Wikipedie ve kantonštině. Byla založena 25. března 2006. V lednu 2022 obsahovala přes 121 000 článků a pracovalo pro ni 13 správců. Registrováno bylo přes 231 000 uživatelů, z nichž bylo kolem 300 aktivních. V počtu článků byla 66. největší Wikipedie.